# Волчок, Людмила Анатольевна
Людмила Анатольевна Волчёк (род. 19 июня 1981, Смиловичи, Минская область) — белорусская спортсменка. Соревнуется среди инвалидов, специализируется в гребле и лыжных гонках, чемпионка Паралимпийских игр. Заслуженный мастер спорта Республики Беларусь (2008).
Решив поправить телевизионную антенну, залезла на крышу общежития в Минске, откуда и упала, получив тяжелейшую травму, которая навсегда приковала к инвалидной коляске. Тогда Людмила Волчок даже мысли не допускала о том, что сможет подняться на паралимпийский пьедестал. Была уверена: спортивная карьера закончилась. Хотя не сразу смирилась с этим — пробовала себя в толкании ядра, пауэрлифтинге, танцах на инвалидных колясках… Но невозможность самостоятельно добираться на тренировки каждый раз становилась барьером. Поэтому и от предложения заняться лыжными гонками на санках долго отказывалась. И только отдав должное настойчивости главного тренера национальной сборной по инваспорту Тамары Шиманской, согласилась приехать в Раубичи.